# Верзоса, Кайли
Кайли́ Рей Ау́стрия Верзо́са (англ. Kylie Rei Austria Verzosa; род. 7 февраля 1992, Багио) — филиппинская модель, общественная деятельница и актриса, победительница конкурса красоты «Мисс Интернешнл 2016».

## Биография

### Ранние годы и образование
Кайли Верзоса родилась 7 февраля 1992 года в Багио в семье Ари и Ракель Верзоса. 
Кайли окончила среднюю школу в Университете Сент-Луис. После окончания школы она поступила в Университет Атенео-де-Манила, где получила степень бакалавра в области управления бизнесом в 2013 году.

### Карьера модели
17 апреля 2016 года выиграла национальный конкурс красоты «Бинибининг Филипинас». 
Победа в национальном конкурсе красоты позволила Кайли принять участие на международном конкурсе красоты «Мисс Интернешнл 2016». 27 октября 2016 года Кайли была коронована как «Мисс Интернешнл» и стала шестой представительницей Филиппин, которая одерживала победу на конкурсе «Мисс Интернешнл».

### Деятельность
Кайли работала учителем в дошкольном учреждении и волонтёром в фонде «Natasha Goulbourn Foundation», цель которого просвещение людей в вопросах депрессии и самоубийств.  
В марте 2017 года Кайли создала онлайн-группу под названием «Психическое здоровье имеет значение», цель которого — оказание эмоциональной поддержку людям, страдающим «депрессией, тревожным расстройством и другими формами психических заболеваний».
Кайли Верзоса занимается бизнесом, она является одной из владелиц Property Access, веб-сайта с информацией о недвижимости. В августе 2018 года она была назначена послом Департамента здравоохранения по вопросам просвещения в сфере ВИЧ/СПИДа.
Активно снимается в сериалах и кино, среди них есть работы в таких проектах, как «Kasal» (2018), «My Husband, My Lover» (2021), «Служанка» (2021), «Parang kayo pero hindi» (2021) и «Погружение» (2022).